# Капошвар

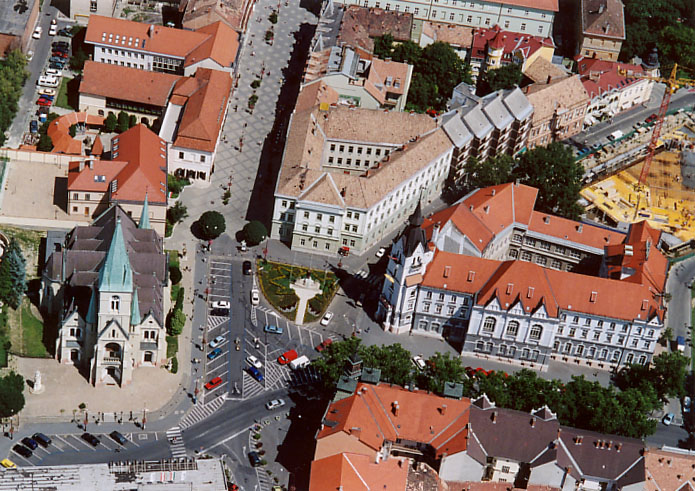
Панорама Капошвара

Ка́пошвар, также называвшийся Руппертсберг и Руппертсбург (венг. Kaposvár, нем. Kopisch, Ruppertsberg, Ruppertsburg, тур. Kapoşvar) — город в Венгрии в 189 км на юго-запад от Будапешта, административный центр медье Шомодь. Город стоит на реке Капош. Население — 64 872 чел. (2014).

## География и транспорт
Капошвар расположен в Южно-Задунайском крае примерно в 190 километрах к юго-западу от Будапешта и в 50 километрах к югу от озера Балатон. Через город проходит железная дорога Будапешт — Загреб. Время в пути на поезде до Будапешта — около 3 часов. Автодороги ведут из города в Сигетвар, Печ и Надьканижу.

## История
Город впервые упомянут в документе 1009 года об установлении печского епископства. В XV веке здесь была построена крепость. В 1555 году Капошвар перешёл под власть турок, которые управляли городом до 1686 года. В 1702 году по приказу императора Леопольда I крепостные стены были разрушены. В 1749 году Капошвар стал центром комитата.
В XIX веке через него прошла железная дорога Будапешт — Загреб, что способствовало росту и развитию города. В середине XX века в состав города было включено несколько окрестных деревень.

## Население
| 2013   | 2014    | 2021    | 2022    | 2023    | 2024    |
| ------ | ------- | ------- | ------- | ------- | ------- |
| 65 337 | ↘64 872 | ↘59 777 | ↘59 397 | ↘59 270 | ↘58 830 |

## Достопримечательности
- Здание городской ратуши (XIX век).
- Городской собор. Построен в XVIII веке, перестроен в XIX веке в духе неоготики.
- Музей кино.
- Музей художника Риппль-Ронаи.
- Городской музей.
- Галерея Васари — экспонирует произведения современных венгерских художников.
- Реформатская церковь
- Лютеранская церковь
- Церковь Героев
- Радужный Дворец культуры

## Спорт
В городе базируется футбольный клуб Капошвар Ракоци, выступающий в сильнейшем венгерском дивизионе. В 2007 году клуб занял 7-е место в первенстве. Также в городе есть один из сильнейших в Венгрии баскетбольных клубов. Капошвар считается центром венгерского конного спорта, ежегодно в марте здесь проводятся скачки, а в октябре — этап Кубка мира по выездке.

## Города-побратимы
- Бат, Великобритания (1989)[9]
- Глинде, Германия (1990)[9]
- Дархан, Монголия (1973)[10]
- Кантхо, Вьетнам (2017)[11]
- Копривница, Хорватия (1995)[9]
- Меркуря-Чук, Румыния (1990)[9]
- Мостар, Босния и Герцеговина (2008)[12]
- Раума, Финляндия (1991)[13]
- Сен-Себастьян-сюр-Луар, Франция (2002)[14]
- Скио, Италия (1990)[15]
- Тверь, Россия (1995)[9]
- Ускюдар, Турция (2013)[16]
- Филлах, Австрия (1991)[13]